# Monetazione di Petelia
La monetazione di Petelia riguarda le monete emesse dalla città di Petelia (Πετηλία), un centro del Bruttium, la regione che grosso modo si sovrappone all'attuale Calabria.

## Contesto storico
La città occupava una posizione strategica a circa 20 km a nord di Crotone. Secondo la leggenda fu fondata da Filottete sopra un colle.
La sua importanza storica è legata alla seconda guerra punica, quando, nel 216 a.C., dopo la battaglia di Canne rimase fedele a Roma. Stretta d'assedio fu conquistata solo dopo undici mesi ma non si arrese. La città fu data da Annibale prima ai Bruttii, poi con persone provenienti da Thurium.
Gli abitanti scampati, rifugiatisi a Roma, dopo la fine della guerra furono ripristinati dai Romani nel possesso delle loro città.
Il centro dovrebbe essere identificato con l'attuale Strongoli.
La monetazione è interamente in bronzo e le monete sono identificate dalla presenza dell'etnico ΠΕΤΗΛΙΝΩΝ (Petēlinōn), cioè "dei Petelini", gli abitanti della polis, secondo l'abitudine delle città greche.
La collocazione temporale di questa monetazione non è chiara.

### Egemonia crotoniate e Bruzia
Nel periodo di massima fioritura della Magna Grecia, Petelia rientrava nella sfera di egemonia di Crotone. Pertanto, come tutte le altre città assoggettate al potere crotoniate, essa non godeva della potestà di battere moneta.
È possibile che l'autonomia monetaria di Petelia venisse già raggiunta durante il periodo in cui la città fu assoggettata all'egemonia dei Bruzi, e che quella prerogativa gli venisse in seguito confermata in segno di riconoscenza da Roma, con la quale, a differenza dei Bruzi, gli abitanti di Petelia intrattenevano amichevoli rapporti.

### Contatti con Roma
I primi contatti tra Petelia e Roma risalgono al 278 a.C. quale conseguenza delle Guerre pirriche che opposero Roma a Pirro. Petelia seguì il destino di Crotone: per mano del console romano Publio Valerio Levino, entrambe caddero sotto l'egemonia romana. Fu allora che Petelia, stretto un patto di amicizia con Roma, iniziò a sperimentare un periodo di autonomia.
I legami si rafforzarono in occasione della seconda guerra punica quando, dopo la vittoria di Annibale nella battaglia di Canne, Bruzi e Lucani cedettero i loro territori all'espansione del dominio cartaginese, mentre Petelia, rimasta isolata, si dispose a resistere all'assedio portato dai nemici di Roma. Per ben undici mesi, la città resistette strenuamente all'assedio cartaginese e questa prova di fedeltà fu poi ricompensata dopo la vittoria romana: la città fu dichiarata federata e libera e le venne garantito il diritto a battere moneta.

## Datazione
La datazione delle monete di Petelia non è chiara, anche per la carenza di tesori che permettano una sicura datazione parallela ad altre monete. I tesori con monete di Petelia rinvenuti sono solo due e la datazione di uno non è chiara.

## Monete
La monetazione, come già visto, è esclusivamente in bronzo e può essere suddivisa in tre gruppi di emissioni.
- Gruppo A: serie incentrata su un'unità dal peso di 8 grammi, senza indicazione del valore
- Gruppo B: costituita da un triente basato su un asse di circa 30 g
- Gruppo C serie di standard semiunciale

Le prime emissioni di monete di Petelia, tutte in bronzo, vengono fatte risalire a non prima della fine del IV secolo a.C.. Si tratta di esemplari molto rari sui quali sono riprodotti, in maniera alquanto rozza, tipi iconografici di chiara origine greca, come l'effigie dello Zeus Keraunos nudo e appiedato, recante in mano gli attributi dello scettro e della saetta, secondo un antico tipo scultoreo bronzeo da Olimpia, un motivo affermatosi a imitazione degli oboli legati alla spedizioni pirriche.
Altre monete riprendono il tipo iconografico dell'Apollo laureato con il tripode delfico o riproducono quello dell'Ares barbato, con elmo e cane in corsa, o l'Eracle barbuto con clava, ma anche le figure di Diana, Minerva, Cerere, Marte, Ercole, con legenda ΠΕΤΗΛΙΝΩΝ petelinon o, in forma abbreviata pet.
L'abbondanza di questi motivi iconografici, ritrovati nel territorio di Strongoli, attesta la sopravvivenza, nei culti di Petelia, di elementi cultuali della religione greca.
I Petelini consideravano la loro libertà accordata dai romani come una vittoria, infatti per una città greca insediata dalle mire espansionistiche di Roma ed essere lasciati liberi come alleati, era una vittoria che meritava di essere commemorata sulle monete a costo di provocare polemiche e attaccare la suscettibilità dei discendenti di Enea. 
Ma non successe nulla perché capirono che avevano bisogno di un popolo come i Petelini, coraggioso da preferire la rovina che anziché cedere al nemico. 
Un primo patrimonio fu rinvenuto a Strongoli nel 1955, che comprendevano 3 Stateri d'argento tutti a tondello medio, uno a doppio rilievo di Caulonia, uno di Taranto e tre Poseidonia.
Queste monete si trovano attualmente nel museo di Reggio Calabria.
Altre trecento monete di bronzo vengono scoperte nel 1965 durante la costruzione di un edificio scolastico, che sono suddivise in diverse serie:
- Esakalkoi: Testa di Apollo laureato a D. e sul R. tripode con leggenda staccata ai due lati.
- Emioboli: Con testa barbuta elmata di Ares a D. e sul R. Nike stante con corona.
- Piccoli bronzi: forse litre con Eracle barbuto a D. e sul R. clava.
- Dikalkoi: Con la testa di Artemis a D. e sul R. Cane corrente.
- Dikalkoi: Con la testa radiata di Apollo a D. e sul R. tripode stretto.
Accanto a questo patrimonio del periodo greco sono presenti anche una serie dell'epoca Romana:
- D/ Quadranti con testa di Zeus laureato, R/ Zeus Keraunios stante con scettro e fulmine.
- D/ Sestanti con testa di Apollo, R/ Donna corrente con torcia.
- D/ Once con la testa elmata e barbuta di Ares, R/ Nike stante.
Il più interessante patrimonio fu rinvenuto durante alcuni scavi nella località Murge, trattasi di circa 800 monete di bronzo e molti reperti archeologici, dalla seconda metà del VI secolo a.C. alla metà del V secolo a.C.
Di cui una statuetta marmorea di epoca ellenistica che rappresenta una donna sdraiata, acefala.
Nel 1968 nella parte alta della città chiamata località “Vigna du Principe” fu scoperto un ulteriore patrimonio di monete della prima Repubblica romana divisi in quattro tipi:
- D/ Quadranti che recano la testa di Eracle con pelle di lupo, R/ Toro galoppante verso destra, sotto serpente; “In esergo leggenda ROMA”.
- D/ Quadranti che recano la testa simile al precedente, dietro clava, R/ Toro galoppante verso destra, sotto serpente; “In esergo leggenda ROMA”.
- D/ Sestanti che hanno la testa di Mercurio con petaso alato, R/ Prua di nave;   “In esergo leggenda ROMA”.
- D/ Trientes che recano la testa di Athena con elmo corinzio, R/ Prua e “leggenda ROMA”.
Nei pressi di Strongoli Scalo vennero trovati 5 stateri d'elettro Cartaginesi che hanno sul D. la testa di Tanit e sul R. il cavallo stante; 4 dramme e 6 emidramme con la stessa tipologia.
La presenza di queste monete puniche a Petelia ipotizza lo scambio tra i Petelini e i Cartaginesi.
Anfora grezza monoansata con 1474 monete di bronzo scoperta nel 1970 in una località agricola:
- Oboli: Testa di Demetra velata e coronata di spighe, R/ Zeus Keraunios con fulmine e scettro.
- Oboli: Simile al precedente con la testa più piccola, R/ simile al precedente.
- Oboli: Simile al precedente con la testa più fine, R/ Zeus alla gamba sinistra flessa sul ginocchio.
- Oboli: Simile al precedente con stile differente.
- Oboli: Simile al precedente con stile diverso.
- Esakalkoi: Testa laureata di Apollo con i capelli raccolti e cadenti sul collo a destra, R/ Tripode stretto.
- Esakalkoi: Simile al precedente con stile diverso.
- Esakalkoi: Testa laureata di Apollo con capelli raccolti alla base del collo, R/ Tripode largo.
- Esakalkoi: Simile al precedente con stile diverso.
- Emioboli: Testa barbuta di Ares con elmo Corinzio a destra, R/ Nike stante con corona.
- Emioboli: Simile al precedente con la testa più piccola.
- Emioboli: Simile al precedente con la testa piccola.
- Emioboli: Simile al precedente, R/ Nike stante con corona a destra.
- Emioboli: Testa di Athena con elmo corinzio a destra, R/ Nike stante con corona.
- Emioboli: Simile al precedente con stile diverso.
- Emioboli: Simile al precedente, R/ La leggenda sulla sinistra e senza stacchi e verticale dal basso verso l'alto.
- Litre: Testa di Eracle barbuto a destra, R/ Clava.
Intorno a questi bronzi coniati durante l'autonomia greca di Petelia furono trovati 26 esemplari della serie romana. 
Si tratta di Trientes che hanno la testa elmata a destra e sul R/ Keraunios con scettro e fulmine.
Nella zona del “Cimitero Vecchio” durante alcuni scavi con mezzi meccanici, furono rinvenuti da un terriccio circa 250 denari d'argento romani che appartenevano a molte “Gentes” dalla Repubblica fino ad Augusto.
Questi denari sono stati considerati rarissimi, alcuni anche unici con pezzi in fior di conio e altri mediocri. 
Vi erano infatti denari “seghettati”, Vittoriati, Quadrigati e molti quinari. Tutto questo tesoro di monete fa presupporre che la moneta romana era molto attiva a Petelia.
Sempre nella località “Murge” dell'anno 1974, fu trovato un piccolo tesoro di venti, fra Sestanti e di Oboli, esemplari della zecca di Brettii:
- Un primo tipo reca la testa elmata di Ares, R/ la dea Bellona che incorona un trofeo d'armi.
- Diobolo: simile al precedente, R/ La dea Bellona con asta e scudo.
- Diobolo: testa imberbe di Eracle con leontè a destra, dietro e sotto il collo simbolo scettro o pugnale, R/ La dea Bellona con asta e scudo, simbolo a destra aratro. “Conservazione scarsa”.
- Obolo in bronzo della zecca di Nouceria del Bruttium.
- Trikalcos di Crotone in bronzo, che ha la testa di Persefone a destra, R/ Tre mezze lune.
- Dikalkos di Crotone in bronzo, che ha la testa di Eracle coperto dalla leontè a destra, R/ Granchio.
- Diobolo in argento di Crotone che ha la testa elmata di Athena a destra, R/ Eracle stante con pelle leonina e clava.
- Emiobolo in bronzo della zecca di Terina che ha la testa della ninfa, R/ Granchio.
- Obolo in bronzo di Siracusa che ha la testa di Apollo, R/ Toro cornupeta.
– Sestante in bronzo di Petelia che ha la testa laureata di Apollo, R/ Donna corrente con fiaccola simbolo nel campo.
- 1/6 di Statere d'argento di Terina, D/ Testa della ninfa Terina, R/ Nike seduta a sinistra con uccello in mano.
- Diobolo d'argento di Thurium: D/ Testa di Athena a destra con elmo Corinzio, R/ Toro cornupeta.
- Emiobolo in bronzo di Petelia, D/ Testa barbuta di Ares a destra con elmo corinzio, R/ Nike con corona stante.
- Quadrante in bronzo di Petelia: D/ Testa laureata di Zeus a destra, R/ Zeus Keraunios con scettro e fulmine.
- Obolo in bronzo della zecca dei Lucani: D/ Testa laureata di Zeus a destra, R/ Aquila su fulmine.
Da questo elenco incompleto, si può trarre una conoscenza della sfera commerciale e politica di Petelia, che a giudicare dai ritrovamenti monetari è notevole l'abbondanza e la generosità dei reperti archeologici che numismatici.
Elenchiamo le zone di Strongoli in base ai ritrovamenti avvenuti:
“località Murge”- dove sono state ritrovate 829 monete;
“Vigna du Principe” – ritrovate 340 pezzi tra ripostigli e sporadiche;
“Cimitero vecchio” – 261 monete;
“Cento Carroli” – 15 monete;
“Chianette” – 6 monete;
“Campo sportivo” – 8 monete;
“Bivio Strongoli” – 5 monete;
“località Manche” -4 monete;
“Castello” – 4 monete;
“Palazzine” – 4 monete;
“Quota Bresacchio” – 1 moneta;
“Pizzuta” – 1 moneta;
“Località 15” – 1 moneta;
“Prigatorio” – 1 moneta;
le zone archeologiche di Strongoli non si limitano a queste citate, ma ve ne sono altre:
Vallone Vergadoro, Vitraro, Miniera, Stazione di Strongoli, quota Guido Guidi, zona limitrofa allo Zuccherificio, Fasano, Torrente Vergaro, etc.
Facendo una statistica delle zecche presenti nei ritrovamenti effettuati nel territorio di Petelia, è evidente una quantità di monete peteline seguite da quelle Bruzie, di Siracusa, siculo puniche, dei lucani, dei Marmertini, di Thurium, Crotone, Metaponto, Locri, Neapolis e non ultime quelle romane.

## Ritrovamenti
Thompson e al. (IGHC) riportano due ritrovamenti di tesori indicati con i numeri 2037 e 2058.
2037
Questo tesoro è stato rinvenuto a Strongoli (antica Petelia?), 25 km a nord di Crotone, nel 1880 in una brocca vicino a una tomba. Il periodo di sepoltura è stimato nel III secolo a.C.; il tesoro è descritto da Giuseppe Fiorelli in Notizie di Scavi nel 1881. Il contenuto è costituito da 24 monete in bronzo.
Quelle coniate a Petelia sono 8 e precisamente: 2 con Apollo/tripode, 1 Helios/tripode, 3 Demetra/Zeus, 1 Nike/clava
Le altre sono: Metapontum 1 (Era/spiga grano), Brettii 8 (2 Marte/Minerva; 3 Giove /aquila 2 Vittoria/Giove su Biga), Hipponium 1 (Giove / anfora e caduceo), Nuceria 1 (Apollo/Cavallo), Mamertini 1 (Marte/aquila), Roma 4 (1 asse, 3 semissi - con prora)
2058
Anche questo tesoro è stato rinvenuto a Strongoli in una tomba saccheggiata; anche questo è descritto in Notizie di Scavi del 1881. I contenuti sono: 1 moneta di elettro, 6 d'argento e 4 di bronzo. Era anche presente una moneta d'oro di Giustiniano I.
La monete di Petelia sono tre bronzi dei tipi Apollo/Artemide; Demetra/Zeus e Marte/Nike
Le altre monete sono: Guerra sociale: 1 denario; Suessa: 1 AE (Minerva/gallo), Siracusae: 1 EL (Apollo/lira), Roma: 5 denari delle famiglie Calpurnia, Cassia, Cipia, Minucia e Servilia
Le monete di questo ritrovamento sono state coniate in periodo molto distanti tra loro: la moneta in elettro di Siracusa è della fine del IV secolo a.C., i bronzi del III e gli argenti romani sono della fine del II, mentre le monete della guerra sociale sono del I secolo. Secondo gli estensori del IGCH l'associazione di queste monete è probabilmente non antica.

## Ubicazione museale
Quindici tipi della monetazione di Petelia sono annoverati dalle collezioni del British Museum di Londra, mentre altri ritrovamenti sono custoditi al Museo Nazionale di Vienna.